# Chiesa di Santa Maria Anteriore
La piccola chiesa di Santa Maria Anteriore è stata una chiesa di Ferrara costruita accanto al Castrum bizantino (nella zona di Borgo Vado) ed in seguito quasi completamente demolita, sostituita dalla chiesa di Santa Maria in Vado.

## Storia
La sua edificazione seguì quella della prima basilica ferrarese, costruita sull'isola di San Giorgio e la conseguente nascita del Castrum bizantino sulla sponda nord del fiume Po. 
Fu a tutti gli effetti il terzo e documentato momento che portò alla fondazione della città di Ferrara.
Nacque come chiesa battesimale legata al Castrum quando era vescovo San Maurelio, cioè nel VII secolo. Secondo la tradizione vi avvenne un miracolo eucaristico il giorno di Pasqua dell'anno 1171 (28 marzo).

### Capitello della Vergine Maria
Prima della costruzione di questa chiesetta si hanno notizie di una tradizione popolare che racconta come almeno dal 454 si trovasse nella zona, sulle rive del fiume ferraruolo, un capitello con un'immagine molto venerata di Maria che faceva arrivare molti fedeli dalle contrade vicine. Sembra che Acherino d'Este abbia trovato rifugio accanto al capitello per fuggire da Attila.
In seguito la devozione popolare avrebbe indotto alla costruzione della prima chiesa di Santa Maria Anteriore.

## Demolizione
La piccola chiesa venne quasi completamente demolita attorno al XV secolo ma la volta legata al sangue miracoloso e oggetto di devozione popolare venne salvata e trasferita nella nuova chiesa di Santa Maria in Vado, nella quale venne costruito appositamente, nel 1594, un piccolo santuario dall'architetto Alessandro Balbi, già autore, nel Castello Estense, della Cappella di Renata di Francia, voluta da Alfonso II d'Este.